# УД Саламанка
Унио̀н Депортѝва Салама̀нка (на испански: Unión Deportiva Salamanca) е испански футболен отбор от град Саламанка. Основан е на 16 март 1923 г.